# نادي مكة الأدبي
نادي مكة الأدبي، تأسس في عام 1395 هـ الموافق 1975، بعد موافقة فيصل بن فهد بن عبد العزيز آل سعود الرئيس العام لرعاية الشباب، بناء على رغبة أدباء مكة المكرمة التي تقدم بها كل من محمد حسن فقي، وأحمد السباعي، وإبراهيم فودة لإنشاء نادي ثقافي في مكة المكرمة، وعلى اثرها تم تأسيس الهيئة التأسيسية لنادي مكة الأدبي، وقد تكونت من 24 مفكرا وأديبا ومثقفا من أبناء مكة المكرمة وهم :
أحمد السباعي، محمد حسن فقي، إبراهيم أمين فودة، حسين عرب، حامد هرساني، عبد الله عريف، صالح محمد جمال، أحمد محمد جمال، إبراهيم الشورى، راشد الراجح، ناصر الرشيد، عبد الله بن محمد الزيد، محمود حسن زيني، حسن محمد باجودة، عبد الكريم نيازي، محمد عبد الله مليباري، أحمد عبد الغفور عطار، عبد العزيز خوجة، عبد اللطيف بن دهيش، أحمد شكري، إسماعيل حسن غسال، عبد الوهاب أبوسليمان، على أبوالعلا، محمد محمود حافظ.

## رؤساء النادي
عُين إبراهيم أمين فودة رئيساً للنادي في 21 ذو الحجة 1395هـ، بالرغم من أن أحمد السباعي قد كان رئيساً مؤقتاً للنادي في المرحلة التحضيرية لتأسيس النادي بموجب التصريح الذي صدر من الأمي فيصل بن فهد بن عبد العزيز الرئيس العام لرعاية الشباب آنذاك برقم 1 /1 /17 /395، وتاريخ 29/ 2/ 1395هـ.

## افتتاح النادي
في يوم الثلاثاء الثالث والعشرين من شهر جمادى الاخرة عام 1398 هـ تم افتتاح نادي مكة الثقافي الأدبي في حفل أقيم بقاعة المؤتمرات الكبرى بحي الزاهر بمكة المكرمة، بحضور فيصل بن فهد بن عبد العزيز آل سعود الرئيس العام لرعاية الشباب، وتم اختيار أول مجلس إدارة لنادي مكة الثقافي الأدبي وهم: إبراهيم أمين فودة رئيس، حسين عرب  نائب للرئيس، أحمد السباعي  عضو، راشد الراجح عضو، أحمد محمد جمال عضو، محمود حسن زيني عضو وأمين للصندوق، عبد العزيز خوجة عضو، عبد السلام الساسي سكرتير للنادي.

## انتقال المؤسسات الثقافية إلى وزارة الإعلام
تمّ تشكيل مجلس إدارة جديد لنادي مكة الثقافي الأدبي في شهر صفر عام 1427 هـ، بقرار من وزارة الإعلام السعودية، على خلفية انتقال المؤسسات الثقافية إلى وزارة الإعلام، وتم التشكيل من عشرة أعضاء من مثقفي وأدباء مكة المكرمة، وتم بالانتخاب اختيار رئيس مجلس الإدارة ونائبه والمسؤول المالي والمسؤول الإداري على النحو التالي : سهيل بن حسن قاضي رئيس، عبد الله بن أحمد العطاس نائب الرئيس، حمزه بن إبراهيم فودة المسؤول المالي، محمد بن مريسي الحارثي المسؤول الإداري، حامد بن حسن مطاوع عضو، حامد بن صالح الربيعي عضو، سهل بن محمد المطرفي عضو، رشاد محمد هاشم محمد حسين عضو، فايز بن صالح جمال عضو، فاروق بن صالح بنجر عضو.

## نشاط النادي
يشتمل نادي مكة الأدبي على نشاطات متعددة وفعاليات مختلفة، من خلال قنوات متنوعة ومن أبرز هذه النشاطات النشاط المنبري : ويتضمن اللقاءات المفتوحة مع كبار المسؤولين من أمراء ووزراء وشخصيات بارزة، والمحاضرات التي يصل عددها إلى 400 محاضرة تشمل المحاضرات الدينية والثقافية والأدبية والعلمية، والندوات والحوارات والأمسيات الأدبية والشعرية.
حفلات التكريم التي تشمل جانبين، حفلات تكريم خاصة يتم فيها تكريم عدد من أعلام الفكر والأدب في المملكة العربية السعودية، وحفلات تكريم عامة لضيوف مكة المكرمة من أعضاء مجالس رابطة العالم الإسلامي والمسابقة الدولية لتلاوة القرآن الكريم، والكثير من علماء ومفكري وأدباء العالم العربي والإسلامي ممن يشاركون في المؤتمرات والمجالس المنعقدة في مكة المكرمة.
المسابقات التي ينضمها نادي مكة الأدبي تشمل على مسابقات قرآنية وثقافية وأدبية وفنية. والمعارض التي تنظم بين الحين والآخر، كمعارض الكتاب أو التراث، أو الخط العربي، أو الفن التشكيلي أو الكمبيوتر، ويشارك نادي مكة الأدبي بإصداراته في معارض الكتب التي تقام داخل وخارج المملكة العربية السعودية.
النشاط المسرحي، وقد تأسست عام 1407 هـ أقام فيها النادي العديد من المسرحيات الفتنية، كما أقام النادي عدة حفلات مسرحية على مسرحه الموسوم باسم الأديب الراحل أحمد السباعي، أما إصدارات النادي الثقافية والأدبية فقد تجاوزت حتى عام 1431 هـ مائة وأربعين إصدار في مختلف العلوم والفنون والآداب، إضافة إلى دورية النادي : مكة الثقافية التي صدر منها حتى الآن 12 عدد.

## محتويات النادي
- مكتبة سمو الأمير فيصل بن فهد بن عبد العزيز
- وحدة الحاسب الآلي
- وحدة التسجيلات المرئية والصوتية (وجهاز الفاكسميلي).[6]

## بعضاً من نشاطات النادي
- نهوض القرآن الكريم بخصائص اللغة - حسن محمد باجودة
- بلاد الحجاز في العصر الأيوبي - عائشة بنت عبد الله باقاس
- للحاضرة ثمن (شعر) - عبد الله جبر
- وداعاً أيها الشعر - أحمد محمد جمال
- عقود التأمين بين الاعتراض والتأييد - احمد محمد جمال
- رعشة الرماد (شعر) - محمد احمد حساني
- مكة في القرن الرابع عشر الهجري - محمد عمر رفيع
- التعليم في المملكة العربية السعودية - عبد الله الزيد
- أصول الاعلام الحديث - إبراهيم سرسيف
- المدخل إلى البحث العلمي - عبد الله علي الصنيع
- الجغرافي المعاصر
- الوقوف على الاطلال - مصطفى عبد الواحد
- أضواء على الأدب والأدباء في منطقة جازان - محمد بن أحمد العقيلي
- حديث إلى المعلمين - إبراهيم أمين فودة
- الرياض والهدف - إبراهيم أمين فودة
- الشاعر المحسن - إبراهيم أمين فودة
- المهمة الصعبة - إبراهيم أمين فودة
- الأمثال العامية في مكة المكرمة
- طاهر زمخشري حياته وشعره - عبد الله عبد الخالق زمخشري
- فيصل وأمانة التاريخ - حامد مطاوع
- المقال والمرحلة - حامد مطاوع
- قاتلة الشيطان وعشر قصص أخرى - محمد عبد الله مليباري
- المتنبي شاعر العرب: مسرحية من ثلاث فصول - عبد الله بوقس
- الفهد القائد - عبد الكريم نيازي
- هل يكون الغد يوماً آخر - عبد الكريم نيازي.[7]

## انظر أيضًَا
- نادي جدة الأدبي
- نادي المدينة المنورة الأدبي